# Minlaba (Awaé)
Minlaba est une localité de la région du Centre au Cameroun, localisée dans la commune d'Awaé et le département de la Méfou-et-Afamba.

## Population
En 1965 Minlaba comptait 220 habitants, principalement des Bamvele.
Lors du recensement de 2005, ce nombre s'élevait à 120.